# حلقه‌ها (فیلم ۲۰۱۷)
حلقه‌ها (انگلیسی: Rings) یک فیلم فراطبیعی و وحشت روان‌شناختی آمریکایی به کارگردانی فرانسیسکو خاویر گوتیرز و نویسندگی دیوید لاکا، جیکوب استس و آکیوا گلدزمن است که در فوریه ۲۰۱۷ منتشر شد. این سومین فیلم بلند در مجموعه فیلم‌های آمریکایی حلقه به‌شمار می‌رود که مستقل از فیلم‌های حلقه (۲۰۰۲) و حلقه دو (۲۰۰۵) است. از بازیگران آن می‌توان به ماتیلدا لوتز، الکس رو، جانی گالکی، ایمی تیگاردن و وینسنت دن آفریو اشاره کرد. حلقه‌ها در تاریخ ۳ فوریه ۲۰۱۷ در ایالات متحده به نمایش درآمد.
بودجهٔ ساخت این فیلم ۲۵ میلیون دلار و فروش جهانی آن ۸۳ میلیون دلار بود.

## داستان
سال ۲۰۱۳، مردی در هواپیما که برای سیاتل در معرض دید بود، فاش کرد که وی فیلمبرداری نفرین شده سامارا مورگان را تماشا کرده است. یک مسافر دیگر فاش می‌کند که وی نوار را هم دیده است و از مرد می‌پرسد که آیا نسخه ای تهیه کرده است. او پاسخ می‌دهد که نکرد. لحظاتی بعد سامرا باعث سقوط هواپیما می‌شود.
دو سال بعد در سال ۲۰۱۵، استاد دانشگاه گابریل براون یک VCR را خریداری کرد، و نوار ویدئویی را در داخل کشف کرد. در جاهای دیگر، دانش آموز جولیا دوست پسرش هولت را به دانشگاه می‌بیند اما وقتی او را ارواح می‌کند نگران می‌شود. به زودی دختری وحشت زده با او تماس می‌گیرد: او نیز نگران هولت است. وقتی …